# Бърнли
Бъ̀рнли (на английски: Burnley) е град в графство Ланкашър, Англия. Намира се на около 30 км източно от град Престън. Към 2001 г. в Бърнли живеят около 73 хиляди души. В града се сливат реките Калдър и Брън. Има хладен океански климат с целогодишни валежи. Лятото е прохладно с максимални температури около 20 градуса, а зимата е дъждовна, но сравнително мека със средни минимални температури над нулата. 

## История и икономика
От 1796 г. през града минава каналът Лийдс – Ливърпул.
В миналото добре развити са били производството и обработката на памук, като към 1866 г. Бърнли е бил най-големият производител на памучни платове в света. До началото на 80-те години на 20 век много хора са били заети във въгледобива. В днешни дни най-развитите отрасли на индустрията са металообработката и машиностроенето.

## Спорт
В града е базиран ФК Бърнли, двукратен шампион на Англия и носител на ФА Къп, един от 12-те основатели на Футболната лига – най-старото футболно първенство в света.

## Личности
В Бърнли са родени актьорът Иън Маккелън (Гандалф във „Властелинът на пръстените“, Магнито в „Х-Мен“, сър Лий Тибинг в „Шифърът на Леонардо“) и мотоциклетистът Нийл Ходжсън, световен шампион в категория Супербайк.